# Польська-Церекев
Польська-Церекев (пол. Polska Cerekiew) — село в Польщі, у гміні Польська Церекев Кендзежинсько-Козельського повіту Опольського воєводства.
Населення — 1374 особи (2011).

## Демографія
Демографічна структура станом на 31 березня 2011 року:
|          | Загалом | Допрацездатний вік | Працездатний вік | Постпрацездатний вік |
| -------- | ------- | ------------------ | ---------------- | -------------------- |
| Чоловіки | 652     | 111                | 461              | 80                   |
| Жінки    | 722     | 114                | 444              | 164                  |
| Разом    | 1374    | 225                | 905              | 244                  |